# 3151 Talbot
3151 Talbot (1983 HF) là một tiểu hành tinh vành đai chính được phát hiện ngày 18 tháng 4 năm 1983, bởi N. G. Thomas ở Flagstaff (AM). Tên hành tinh được đặt theo tên nhà phát minh và nhiếp ảnh gia người Anh William Fox Talbot.